# Шахинян, Артур Алексанович
Артур Алексанович Шахинян (арм. Արթուր Շահինյան}, 8 января 1987) — армянский борец греко-римского стиля. Призёр чемпионатов мира и Европы.

## Биография
Борьбой начал заниматься с 1998 года. Серебряный и бронзовый призёр чемпионатов мира среди юниоров. 
На чемпионате Европы 2011 года Артур впервые занял призовое место и завоевал медаль (бронзовую) на континентальном первенстве.
Через два года в Тбилиси на европейском чемпионате Артур вновь стал третьим в своей весовой категории и завоевал ещё одну бронзовую медаль.
В октябре 2018 года стал бронзовым призёром чемпионата мира по греко римской борьбе среди мужчин в весовой категории до 87 кг.